# Хавкин, Владимир Аронович
Влади́мир (Вальдемар, Маркус-Вольф) Аро́нович Ха́вкин (англ. Waldemar Haffkine, в поздние годы использовал Мордехай-Вольф (Mordecai-Wolff) в качестве второго имени; 3 [15] марта 1860 года, Одесса, Российская империя — 26 октября 1930 года, Лозанна, Швейцария) — российский и французский бактериолог, иммунолог и эпидемиолог. Работал во Франции, Индии и Швейцарии. Создатель первых вакцин против чумы и холеры.

## Биография
Родился под именем Маркус-Вольф (идиш מרדכי-וואלף, Мо́рдхе-Вольф) в Одессе в семье учителя казённого еврейского училища Арона Хавкина и его жены Розалии Дувид-Айзиковны Ландсберг, дочери учителя древнееврейского языка в том же училище Дувида-Айзика Абрамовича Ландсберга. Учился в хедере, в 1879 году окончил гимназию в Бердянске.
С ранних лет Хавкин отличался блестящими способностями, неимоверным трудолюбием, чёткой направленностью интересов. В 1884 году окончил Императорский Новороссийский университет в Одессе, где его учителем был Илья Мечников, под влиянием которого Хавкин заинтересовался зоологией простейших. В студенческие годы вступил в кружок революционеров-народников, за что дважды изгонялся из университета и подвергался арестам. Однако после их обращения к терроризму оставил политическую деятельность. В 1881 году, во время еврейского погрома в Одессе, будучи участником еврейской самообороны Хавкин был ранен.
Как иудей Хавкин не имел возможности вести научные исследования в России. Университетское руководство, стремясь открыть талантливому студенту дорогу к научной карьере, предложило Хавкину принять православие. Однако Хавкин отклонил это предложение. В 1881 году Мечников перебрался в Швейцарию. В 1888 году Хавкин последовал за Мечниковым и занял должность приват-доцента Лозаннского университета. В 1889 году он по рекомендации Мечникова стал сотрудником Пастеровского института в Париже. Главным направлением работ Хавкина являлась защита человеческого организма от инфекционных болезней с помощью сывороток и вакцин. К 1892 году Владимир Хавкин создал первую эффективную вакцину против холеры, доказав на самом себе её безопасность для человека.
Поскольку до тех пор медицина была бессильна против этой болезни, британское правительство разрешило Хавкину испробовать его вакцину в Индии, где в это время свирепствовала эпидемия холеры, уносившая сотни тысяч человеческих жизней. В начале 1893 года Хавкин отправился в Индию в качестве государственного бактериолога и немногим более чем за два года, наладив производство вакцины, лично участвовал в вакцинации свыше 42 000 человек. В результате, среди прошедших вакцинацию заболеваемость холерой и смертность от неё сократились в десятки раз. Прививки вакцины Хавкина стали после этого массовыми и применяются в улучшенном виде до сих пор.
Таким же решающим был вклад Хавкина в борьбу с чумой, эпидемия которой поразила в 1896 году второй по величине город Индии Бомбей и его окрестности. Прибыв туда по просьбе властей, Хавкин в кратчайшие сроки создал первую эффективную противочумную вакцину, снова доказал её безопасность вначале на себе, а затем в течение нескольких лет непосредственно участвовал в вакцинации населения. Созданная Хавкиным в Бомбее небольшая противочумная лаборатория стала впоследствии крупнейшим в Южной и Юго-Восточной Азии исследовательским центром по бактериологии и эпидемиологии и с 1925 года носит название Институт имени Хавкина.
В 1897 году королева Виктория наградила Хавкина одним из высших орденов Британской империи, Орденом Индийской империи («Выдающийся орден Индийской империи», англ. «The Most Eminent Order of the Indian Empire»). В честь него в Лондоне был дан приём, на котором присутствовали крупнейшие английские медики. С приветственным словом выступил знаменитый хирург Листер. Поблагодарив Хавкина за все то доброе, что тот сделал для Индии и тем самым и для Великобритании, Листер заметил, что из всего гнусного, что есть в мире, самое отвратительное — антисемитизм.
В 1904 году вернулся в Швейцарию. В 1915 году в английском военном министерстве руководил прививками для английских солдат, которые отправлялись на Первую мировую войну.

## Общественная деятельность
Образ жизни, который вёл Владимир Хавкин, был предельно скромен, даже аскетичен. Свои средства, благодаря высокому жалованию ставшие состоянием, он тратил на филантропические цели, анонимно помогая благотворительным обществам и просто нуждающимся. Весь его облик дышал скромностью и благородством. «Не помню человека более скромной, тонкой и развитой души, до такой степени верного своим принципам», — писал про него доктор Гилель Яфэ.
15 лет Хавкин прожил в Париже, посвятив себя соблюдению заповедей иудаизма. О своём пути к иудаизму Хавкин говорил мало. В это время Хавкин написал свою известную статью «Апология ортодоксального иудаизма», в которой он, проанализировав значение иудаизма в истории еврейского народа, делает вывод о том, что приверженность религиозному образу жизни является единственной возможностью сохранения еврейского народа. В этой статье есть следующее замечание: «Всегда, что бы я ни делал, я понимал, что бремя ответственности, которую несёт мой народ, постоянно лежит и на моих плечах. Эта мысль была моей путеводной звездой в течение всей жизни».
В те дни сионистское движение добилось крупного успеха — была оглашена Декларация Бальфура. Хавкин, однако, не разделял общего восторга: в Индии он хорошо изучил колониальную политику Великобритании. Поддерживая идею воссоздания еврейского государства в Земле Израиля, он утверждал, что еврейским оно окажется лишь в том случае, если будет основано на религиозных принципах. Он открыто говорил о разочаровании, которое ждёт евреев, и многие его печальные предсказания со временем оправдались.
Вместе с друзьями Хавкин написал работу о правах евреев в Эрец-Исраэль и диаспоре и предложил её вниманию участников Женевской мирной конференции. В 1920 году он становится членом центрального комитета Всемирного еврейского союза (Альянса), первой международной еврейской организации, основанной в 1860 году и преследовавшей филантропические и просветительские цели. На этом посту Хавкин боролся с ассимиляторскими тенденциями, защищал гражданские права евреев в странах Восточной Европы. По поручению Альянса и другой филантропической организации — Еврейского колонизационного общества — Хавкин едет в Россию, Польшу и Литву. Там он сближается с еврейством этих стран и приобретает популярность. Уделяя особое внимание состоянию общественного здравоохранения среди евреев, он замечает, однако, и многое другое — в частности, перемены в еврейском быту.
С 1928 года Хавкин постоянно жил в Швейцарии, в Лозанне. Опубликованная в 1930 году британским правительством так называемая «Белая книга», резко ограничивавшая въезд евреев в Эрец-Исраэль, совершенно его ошеломила, хотя сам он давно предсказал примерно такой оборот событий.

## Завещание Владимира Хавкина
В апреле 1929 года Хавкин побывал в Берлине. Он зашёл в бюро общества «Эзра», основанного немецкими евреями ещё в 1884 году для поощрения еврейской колонизации в Эрец-Исраэль (включая Сирию), и сообщил, что вложил в лозаннский банк деньги, которые после его смерти должны стать фондом материальной помощи нуждающимся иешивам Восточной Европы. Хавкин предложил руководителям «Эзры» роль распорядителей фонда и подробно обсудил этот вопрос с председателем общества доктором Джемсом Симоном и главным секретарём, историком Мордехаем Вишницером. На этой встрече были определены устав и форма работы фонда.
Своё духовное завещание Хавкин сформулировал в своём последнем письме:
«… Я поместил в банк деньги в форме ценных бумаг. Проценты от этих средств следует отчислять в фонд помощи изучению иудаизма. Помощь должна оказываться в виде субсидий йешивам и начальным религиозным школам (талмуд-тора) в Польше, Галиции, Румынии, Литве, Венгрии и других странах Восточной Европы.
…Считаю своим долгом подчеркнуть, что эта материальная помощь никоим образом не может служить средством давления на йешивы с тем, чтобы они в чем-то переменили порядок или содержание занятий. К примеру, я лично полагаю, что такие предметы из области естественных наук, как физика, химия, биология, геология, космография, есть полезное прибавление к основной учебной программе йешив. Выйдя из стен йешив, учащиеся, благодаря знакомству с этими дисциплинами, не будут ослеплены, как это бывает иной раз, достижениями светской науки и не перечеркнут с такой легкостью великую важность знаний, приобретенных в йешиве. Уместно также подумать, что было бы хорошо и полезно, если бы учеников йешив обучали какому-нибудь ремеслу, вроде работы часовщика или ювелира, или другому прикладному делу, как в древности это было заведено у благословенной памяти мудрецов наших. В дальнейшем это было бы средством кормиться собственным трудом, избегнув нужды и нищеты. Однако, сколь ни разумно развивать эту идею как справедливую, мне известно, что некоторые руководители йешив считают её вредной. Поэтому я снова подчеркиваю их полную свободу в этом вопросе, равно как и то, что материальная помощь не может быть использована в качестве средства изменить их волю.
Субсидируемым йешивам следует помогать делом и советом исключительно с согласия их руководителей и в таких вопросах, как режим в общежитиях, форма одежды, гигиена и т. п.

…Решающая гарантия существования еврейских общин во все времена (и, особенно, сейчас) — то, что они выдвигали духовных предводителей, уважение и преклонение перед которыми было основано на их великих познаниях в Торе. Религиозные школы и училища — а лишь они готовят духовных лидеров, преподавателей и раввинов, чей авторитет для миллионов евреев Восточной Европы незыблем, несмотря на разруху и потрясения, — и есть эти очаги традиционного воспитания, питающие в продолжение многих поколений интеллектуальную и нравственную жизнь еврейского народа. Их нужды и мытарства известны всякому, кто там бывал: в подобных условиях им приходится продолжать своё дело — и поэтому я считаю своим долгом составить Данное завещание. Осталось лишь выразить пожелание, чтобы за мною последовали другие, дополнив и улучшив положенное мною начало».
Владимир Хавкин умер в Лозанне 28 октября 1930 года. После его смерти банк сообщил «Эзре», что фонд вспомоществования йешивам имеет на своем счету 1 568 852 швейцарских франка (около 300 тысяч долларов). Хавкин оставил также огромный архив, хранящийся в Еврейском университете в Иерусалиме (кампус Гиват Рам).

## Семья
Двоюродные братья по материнской линии — журналисты А. А. Барский и С. А. Барский.
Внучатые племянники по отцовской линии — преподаватель Одесского медицинского института Янина Александровна Хавкина (1901—1962), врач Меер Ильич Хавкин (умер в 1934 году в Смоленске во время эпидемии брюшного тифа, заразившись от больного) и инженер-конструктор Рафаил Семёнович Дуэль (умер в 1975 году в Риге). Внук М. И. Хавкина, Анатолий Ильич Хавкин (род. 1958), врач-педиатр, профессор РНИМУ имени Н. И. Пирогова. Правнук Р. C. Дуэля, финансист Александр Викторович Дуэль (род. 1988), в 2019 году запустил проект под названием «Доктор Владимир Хавкин. Самый неизвестный человек», посвящённый популяризации имени учёного.

## Память
- В 2016 году улица Фрунзе в Бердянске переименована в улицу Владимира Хавкина[8].
- В Бердянске и Одессе именем Владимира Хавкина названы улицы[9][10].
- В Мумбаи его имя носит Центральный институт иммунологии[11][12].
- Именем доктора В. А. Хавкина назван 160-й отдельный сводный отряд юных разведчиков-скаутов Южно-Российского отдела ОРЮР в станице Холмской Абинского района Краснодарского края[13][14].
- Фонд Владимира Хавкина — родственником доктора Хавкина запущен проект по популяризации имени учёного в России, Украине и других странах. На данный момент о жизни и судьбе доктора Хавкина издан роман «Махатма». Автор Давид Маркиш.